# Kowalki (województwo zachodniopomorskie)
Kowalki (niem. Kowalk) – wieś sołecka w Polsce położona w województwie zachodniopomorskim, w powiecie białogardzkim, w gminie Tychowo. W latach 1975–1998 wieś należała do woj. koszalińskiego. Według danych UM na dzień 31 grudnia 2014 roku wieś miała 188 stałych mieszkańców.

## Położenie
Wieś leży w odległości ok. 6 km na wschód od Tychowa, między Warninem a miejscowością Czarnkowo.

## Historia
Dawny majątek lenny rodu von Kleist (Kleszczy) nadany im w 1546 roku. Był ich własnością od początku XIX wieku, kiedy to w 1804 r. został zlicytowany. W ciągu 1. poł. XIX w. majątek ten przestał istnieć, został rozparcelowany pomiędzy miejscowych gospodarzy. W roku 1865 we wsi mieszka 477 osób, natomiast w 1939 roku liczba ta wzrosła do 577.

## Zabytki

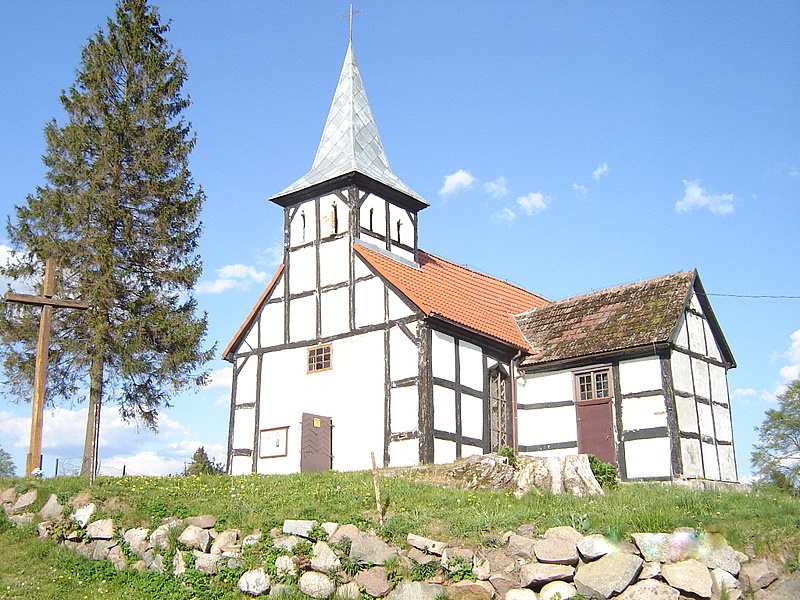
Kościół pw. św. Stanisława

Do wojewódzkiego rejestru zabytków wpisany jest:
- kościół ewangelicki, obecnie rzymskokatolicki filialny pod wezwaniem kościół pw. św. Stanisława Kostki, szachulcowy, ryglowy z XVI wieku przebudowany w XIX wieku, nr rej. 244 z 19 marca 1960 r. Kościół filialny, rzymskokatolicki, należący do parafii pw. św. Józefa, Oblubieńca Najświętszej Maryi Panny w Mieszałkach, dekanatu Barwice, diecezji koszalińsko-kołobrzeskiej, metropolii szczecińsko-kamieńskiej. Budowla na rzucie prostokąta. W połowie świątyni, po bokach, dwie symetrycznie położone kaplice z XIX w. Prezbiterium zakończone trójbocznie. Po stronie zachodniej nad nawą nadbudowana kwadratowa wieża, zwieńczona hełmem piramidalno-iglicowym, pokrytym blachą[7]. Wewnątrz znajduje się ambona barokowa z przełomu XVII/XVIII wieku, kielich z 1612 r., dzwon z 1574 r. oraz dwa renesansowe świeczniki stojące cynowe z 1597 r. obecnie znajdujące się w depozycie muzeum w Szczecinku

inne zabytki:
- chałupy nr 3 i 4 z pierwszej połowy XIX wieku i nr 18 z drugiej poł. XIX wieku – klasyczny przykład budownictwa ludowego z zachowanym układem historycznym, dodają urokowi wsi
- ciekawe stanowisko archeologiczne – wielokulturowe cmentarzysko. Występują tu groby szkieletowe i ciałopalne z bogatym wyposażeniem w materiał archeologiczny, pozwalający datować obiekt na późny okres rzymski; występuje w odległości ok. 50 m na wschód od wsi, na niewielkim siodłowatym wzniesieniu.

## Gospodarka
W miejscowości znajduje się jednostka Ochotniczej Straży Pożarnej.

## Turystyka
W Kowalkach znajduje się pole namiotowe.

## Komunikacja
W miejscowości nie ma przystanku komunikacji autobusowej.